# Мариана (картина Милле)
«Мариана» (англ. Mariana) — картина английского художника Джона Эверетта Милле, созданная в 1851 году.

## Сюжет
«Мариана» основана на пьесе Шекспира «Мера за меру», в которой Мариана должна была выйти замуж за персонажа по имени Анджело, но была отвергнута, так как её приданое оказалось утеряно в результате кораблекрушения. Девушка ведёт одинокую жизнь, до сих пор тоскуя о своём возлюбленном. Впрочем, в конце пьесы Анджело, самый отрицательный из персонажей, совершивший настоящее преступление против писаных и неписаных законов, всё-таки женится на Мариане.

Когда полотно Милле впервые появилось на выставке в Королевской Академии художеств, оно сопровождалось строчкой из стихотворения Альфреда Теннисона «Мариана»: 
«Как жизнь пуста! — она сказала. —
Он не придет и впредь.
А я устала, так устала,
Уж лучше умереть!»

She only said,
'My life is dreary,
He cometh not,' she said;
She said, 'I am aweary, aweary,'
I would that I were dead!'
Многие детали картины напрямую связаны с поэзией Теннисона. Например, маленькая мышка в правом нижнем углу – это фрагмент непосредственно из стихотворения: «Мышь за обветшалыми панелями кричала или из щели выглядывала».

## Значение
В творчестве художников-прерафаэлитов викторианская идея о слабой и кроткой женщине трансформировалась в идею о женщине-жертве, причём часто в контексте нереализованного сексуального желания и чувственности. Мариана у Милле стоит в позе, выражающей не только печаль и скорбь, но и чувственное желание.
Эта картина наглядно показывает, насколько со временем изменились идеи прерафаэлитов, которые начинали как религиозные художники и боролись за возвращение к искренности и простоте раннего итальянского искусства. Критик Джон Рёскин писал, что «самым показательным… из произведений [прерафаэлитского движения] оказался не образ Марии, принимающей Благую Весть, а образ потягивающейся Марии, уставшей от отсутствия новостей».